# Xestopelta alutacea
Xestopelta alutacea är en stekelart som först beskrevs av Pierre L. G. Benoit 1955.  Xestopelta alutacea ingår i släktet Xestopelta och familjen brokparasitsteklar. Inga underarter finns listade i Catalogue of Life.